# Württembergischer Automobilclub 1899
Der  Württembergische Automobilclub 1899 e. V. (WAC) mit Sitz in Stuttgart wurde 1899 gegründet und gilt als der älteste existierende Automobilclub Deutschlands. Er hat ca. 400 Einzel- und Firmenmitglieder, darunter alle württembergischen Automobilhersteller und -zulieferer. Der WAC residiert seit seiner Gründung in der Mörikestrasse 30 in Stuttgart in einem clubeigenen Gebäude.

## Geschichte
Der WAC wurde durch Gottlieb Daimler, Robert Bosch und Wilhelm Maybach im Februar 1899 in Stuttgart, der damaligen Hauptstadt des Königreichs Württemberg, gegründet und in das Vereinsregister als Königlicher Automobilclub eingetragen. Es wurde eine enge Zusammenarbeit mit dem Kaiserlichen Automobilclub in Berlin vereinbart, der wenig später gegründet worden war. Bei Ausbruch des Ersten Weltkriegs stellte der württembergische Automobilclub ein freiwilliges Kraftfahrerkorps zusammen, das sowohl an den Fronten im Westen als auch im Osten zum Einsatz kam. Nach dem Ende der Monarchie wurde aus dem „Königlichen Automobilclub“ der Württembergische Automobilclub e. V. (WAC). Im Jahre 1926 hatte der Württembergische Automobilclub fast 700 Mitglieder und im Jahre 1929 917 Mitglieder. Durch Fachvorträge, Fahrertrainings und Beratungstätigkeiten in Verkehrsfragen nahm der Automobilclub regen Einfluss auf die Entwicklung des Straßenverkehrs im Volksstaat Württemberg. Ein Jahr nach dem Beginn der NS-Zeit in Württemberg und der damit einsetzenden Gleichschaltung aller Lebensbereiche löste sich der Automobilclub 1934 auf. Im Jahre 1951 wurde im Kleinen Kursaal in Bad Cannstatt der „Württembergische Automobilclub e. V. im AvD“ wieder gegründet und hatte 117 Gründungsmitglieder. Da das alte Clubhaus in Stuttgart 1943 durch einen Luftangriff komplett zerstört worden war, errichtete der Club 1955 an derselben Stelle das neue Clubhaus, welches 1956 feierlich eröffnet wurde. Bei der Eröffnung war auch der Präsident des Automobilclubs von Deutschland, Gottfried zu Hohenlohe-Langenburg, anwesend. Am 17. April 1999 wurde das hundertjährige Jubiläum des Clubs mit einem großen Festakt im Neuen Schloss begangen. Als Festredner fungierten der Ministerpräsident Erwin Teufel, Oberbürgermeister Wolfgang Schuster, Friedrich Herzog von Württemberg, Wolfgang-Ernst Fürst zu Ysenburg und Büdingen als Präsident des AvD, Jürgen Schrempp und der damalige Vorsitzende des ADAC in Württemberg, Günter Knopf.
Seit 2013 beteiligt sich der Württembergische Automobilclub an der Veranstaltung des Rollenden Museums in Stuttgart.

## Partnerclubs
Zu den Partnerclubs des Württembergischen Automobilclubs zählen unter anderem der Automobilclub von Deutschland, der Allgemeine Schnauferl-Club, die VFV-GLPpro im Veteranen-Fahrzeug-Verband, der Motorsport-Club Stuttgart, der Porsche 356 Club Deutschland und der Studentische Automobilverband.